# Ernst Gräfenberg
Ernst Gräfenberg, född 26 september 1881 i Adelebsen nära Göttingen, Tyskland, död 28 oktober 1957 i New York, tysk-amerikansk gynekolog. G-punkten är uppkallad efter honom. 

## G-punkten
1944 undersökte Gräfenberg urinröret hos kvinnor och 1950 publicerade han en avhandling, The Role of Urethra in Female Orgasm, om urinrörets betydelse för kvinnans orgasm.
Först 1981 namngavs punkten när doktor Addiego publicerade en artikel om kvinnlig ejakulation och för att hedra Gräfenberg kallade den erogena zonen för G-punkten. Namnet blev allmänt känt först 1982 när bestsellern The G-Spot and Other Discoveries About Human Sexuality publicerades och nådde en bredare allmänhet.